# Emre Selen
Emre Selen (* 15. August 1994 in Adana) ist ein türkischer Fußballtorhüter.

## Karriere

### Verein
Selen begann mit dem Vereinsfußball in der Jugend von Adana Demirspor und wurde hier im Sommer 2010 mit einem Profivertrag ausgestattet, spielte aber weiterhin für die Reservemannschaft des Vereins. Ab dem Frühjahr 2012 wurde er als Ersatzkeeper auch am Training der Profimannschaft beteiligt. Am 29. Januar 2012 gab er im Ligaspiel gegen Mardinspor sein Profidebüt. Zum Sommer 2012 wurde er mit diesem Verein Playoffsieger der TFF 2. Lig und stieg so in die TFF 1. Lig auf. Die nächsten eineinhalb Jahre spielte er überwiegend für die Reservemannschaft und wurde als 3. Torhüter im Profikader mitgeführt. Im Sommer 2015 löste er nach gegenseitigem Einvernehmen mit der Klubführung seinen Vertrag auf und verließ Demirspor.
Zur Saison 2015/16 wechselte er zum Ligarivalen Yeni Malatyaspor. Für die Rückrunde der Saison 2015/16 lieh ihn dieser Verein an den Erstligisten Torku Konyaspor und für die Saison 2016/17 an den Drittligisten Anadolu Selçukspor.

### Nationalmannschaft
Mit der türkischen U-19-Nationalmannschaft nahm er an den Mittelmeerspielen 2013 teil. Hier erreichte er mit seiner Mannschaft das Turnierfinale. Im Finale unterlag man der marokkanischen U-19-Nationalmannschaft und wurde Silbermedaillengewinner. 2013 absolvierte er auch einige Spiele für die türkische U-20-Auswahl.

## Erfolge
Mit Adana Demirspor
- Playoffsieger der TFF 2. Lig und Aufstieg in die TFF 1. Lig: 2011/12

Mit der türkischen U-19-Nationalmannschaft
- Silbermedaillengewinner der Mittelmeerspiele: 2013